# Hexisopus fodiens
Hexisopus fodiens är en spindeldjursart som beskrevs av Simon 1888. Hexisopus fodiens ingår i släktet Hexisopus och familjen Hexisopodidae. Inga underarter finns listade i Catalogue of Life.